# B-Dur
B-Dur ist eine Tonart des Tongeschlechts Dur. Sie baut auf dem Grundton b auf. Die Tonart B-Dur wird in der Notenschrift mit zwei ♭ geschrieben (b, es). Auch die entsprechende Tonleiter und der Grundakkord dieser Tonart (die Tonika b-d-f), werden mit dem Begriff B-Dur bezeichnet.

## Verwendung in der Blas- und Militärmusik
Für viele Blechblasinstrumente ist diese Tonart die einfachste, weil viele von ihnen ein B als Grundton haben und dessen Naturtonreihe sich über weite Strecken mit der B-Dur-Tonleiter deckt. Deshalb wird diese Tonart häufig in der Blasmusik-Literatur verwendet. So werden auch viele Nationalhymnen in dieser Tonart gesetzt. In den Neuen Ländern verwenden Spielmannszüge klappenlose Querflöten in B („Trommelpfeifen“). Weitere Zusatzinstrumente wie Glockenspiel (Lyraform) werden in Spielmannszügen ebenso in B-Stimmung eingesetzt.

## Einordnung der Tonart
| Vorzeichen: | 7♭ +fes | 6♭ +ces | 5♭ +ges | 4♭ +des | 3♭ +as | 2♭ +es | 1♭ +b |   | 1♯ +fis | 2♯ +cis | 3♯ +gis | 4♯ +dis | 5♯ +ais | 6♯ +eis | 7♯ +his |
| Dur:        | Ces     | Ges     | Des     | As      | Es     | B      | F     | C | G       | D       | A       | E       | H       | Fis     | Cis     |
| Moll:       | as      | es      | b       | f       | c      | g      | d     | a | e       | h       | fis     | cis     | gis     | dis     | ais     |